# Modern Artillery
Modern Artillery (estilizado MODERN ARTillery) é o terceiro álbum de estúdio da banda The Living End, lançado em 28 de Outubro de 2003.

## Faixas
1. "What Would You Do?" - 1:28
2. "Tabloid Magazine" - 3:21
3. "Who's Gonna Save Us?" - 3:21
4. "End of the World" - 3:36
5. "Jimmy" - 3:29
6. "One Said to the Other" - 2:46
7. "In the End" - 4:16
8. "Maitland Street" - 4:07
9. "Putting You Down" - 3:47
10. "Short Notice" - 2:43
11. "So What?" - 2:58
12. "Rising Up from the Ashes" - 3:16
13. "Hold Up" - 2:28
14. "The Room" - 8:07

## Desempenho nas paradas musicais
| Parada musical (2003)   | Posições |
| ----------------------- | -------- |
| Austrália - ARIA Charts | 3        |